# Farrago
Farrago és un gènere monotípic de plantes de la subfamília de les cloridòidies, família de les poàcies. La seva única espècie: Farrago racemosa, és originària de Tanzània on es troba als espais oberts entre les esquerdes de les roques.
El gènere fou descrit per Clayton i publicat a Kew Bulletin 21: 125. 1967.

## Etimologia
El nom del gènere significa barreja complicada (confusa) al·ludint a les morfològicament difícils espiguetes.